# Acraea defasciata
Acraea defasciata är en fjärilsart som beskrevs av Suffert 1904. Acraea defasciata ingår i släktet Acraea och familjen praktfjärilar. Inga underarter finns listade i Catalogue of Life.